# Šestilo (ozvezdje)
Šestilo (latinsko Circinus) je majhno, medlo ozvezdje na južnem nebu, ki ga je prvič definiral francoski astronom Nicolas-Louis de Lacaille leta 1756. Najsvetlejša zvezda je Alfa Šestila z navideznim sijem 3,19, rahlo spremenljiva in najsvetlejša hitro oscilirajoča zvezda razreda Ap na nočnem nebu. AX Šestila je kefeidna spremenljivka, vidna s prostim očesom, BX Šestila pa medla zvezda, ki je verjetno nastala z združitvijo dveh belih pritlikavk. Dve Soncu podobni zvezdi imata planete: HD 134060 in HD 129445. Supernova SN 185 se je pojavila leta 185, ko so jo zabeležili kitajski astronomi. Dve novi so opazili v 20. stoletju.
Skozi ozvezdje teče Rimska cesta, zato lahko vidimo objekte globokega neba, kot sta odprta zvezdna kopica NGC 5823 in planetarna meglica NGC 5315. Alfa Kircinidi so meteorski roj, ki izvira iz tega ozvezdja.

## Zgodovina
Leta 1756 je francoski astronom Nicolas-Louis de Lacaille v atlasu južnega neba predstavil ozvezdje Šestila s francoskim imenom le Compas, ki predstavlja sva kraka tega tehničnega orodja. Na zemljevidu je predstavljen skupaj s Kotomerom in Južnim trikotnikom kot komplet risarskega orodja. Šestilo ima sedanje latinsko ime od leta 1763, ko ga je Lacaille prvič omenil v posodobljeni izdaji neba.

## Značilnosti
Na severovzhodu meji na Kotomer, na severu na Volka, na zahodu na Kentavra in Muho, na jugu na Rajsko ptico, na vzhodu pa na Južni trikotnik. Vidno je samo opazovalcem južno od zemljepisne širine 30°N. Uradne meje ozvezdja je leta 1930 določil Eugène Delporte; oriše jih štirinajstkotnik. V ekvatorskem koordinatnem sistemu ležijo koordinate rektascenzije teh meja med 13h 38.4m in 15h 30.2m, koordinate deklinacije pa med -55.43° in -70.62°. Šestilo kulminira 30. julija ob 21. uri. Tričrkovna oznaka za ozvezdje Mednarodne astronomske zveze iz leta 1922 je "Cir'.

### Zvezde
Šestilo je medlo ozvezdje s samo eno zvezdo svetlejšo od četrte stopnje navideznega sija. Tri glavne zvezde v Šestilu so:
- α Šestila (dvojna zvezda z navideznim sijem 3,19, 54 svetlobnih let od Zemlje; A: bela zvezda glavnega niza razreda A7 Vp SrCrEu (povečana emisija stroncija, kroma in evropija) - tudi najsvetlejša hitro oscilirajoča zvezda tipa Ap)
- β Šestila (navidezni sij 4,07, 100 svetlobnih let, bela zvezda glavnega niza, razred A3 Va)
- γ Šestila (dvojna zvezda z navideznim sijem 4,51, 509 svetlobnih let; A: modrikasta zvezda razreda B5 IV+)

Zabeleženih je 493 spremenljivih zvezd in več zvezd, okoli katerih krožijo planeti.

### Objekti globokega neba
Znotraj meja ozvezdja so tri odprte zvezdne kopice in planetarna meglica, vidne z amaterskim teleskopom:
- NGC 5823 (tudi Caldwell, 88) je odprta zvezdna kopica, stara 800 milijonov let, oddaljena 3.500 svetlobnih let
- NGC 5823 je odprta zvezdna kopica v obliki obrnjenega "S"
- Pismis 20 je odprta zvezdna kopica
- NGC 5315 planetarna meglica[4]

Drugi objekti so tudi:
- EOS 97-G13 (tudi galaksija Šestilo) je relativno nezakrita galaksija (kar je nenavadno za objekte, gledane skozi prah in pline  Rimske ceste); je nam najbližja galaksija tipa Seyfert[5]
- X-1 Šestila je rentgenska dvojna zvezda z nevtronsko zvezdo.[6]
- PSR B1509-58 je pulzar, oddaljen 19.000 svetlobnih let, ki je izmetal curek materiala, dolg 20 svetlobnih let.[7]
- supernova SN 185 je pustila še en ostanek (RCW 86), ki so ga leta 185 zabeležili kitajski astronomi (danes zaseda območje, ki je večje od navadne polne Lune)[8]

### Meteorski roj
V Šestilu je radiant letnega meteorskega roja Alfa Kirkinidov (ACI). Prvič so jih opazili v Queenslandu leta 1977. Potujejo s povprečno hitrostjo 27,1 km/h in so verjetno povezani s kometom dolge periode. Meteorski roj doseže vrhunec4. junija, na dan, ko so ga prvič opazili.